# Santa Maria de la Torre de Fontaubella
Santa Maria de la Torre de Fontaubella és una església del municipi de la Torre de Fontaubella (Priorat) protegida com a bé cultural d'interès local.

## Descripció
És un edifici de planta rectangular amb absis, bastit de maçoneria arrebossada amb reforç de carreu als angles i cobert per teulada a dues vessants, amb campanar als peus i una petita espadanya. Interiorment disposa d'una sola nau, amb tres tramades i cor a la primera, amb absis poligonal. Disposa de capelles laterals als espais entre contraforts. D'un fris continu arrenca la volta, de mig punt, reforçada amb arcs faixons i llunetes.
Exteriorment presenta una sòbria decoració a la porta, d'arc rebaixat emmarcat per dues falses columnes, rematada per una torre. Un petit ull de bou il·lumina el cor. Sobre la porta apareix, esculpida, la data de 1802.

## Història
L'església fou bastida a principis del segle xix per a aixoplugar tota la població que havia augmentat espectacularment el segle anterior. Substituïa a una petita esglesiola que hi havia al mateix carrer Major i l'origen de la qual sembla remuntar-se al temps de la fusió de les dues poblacions. Fou espoliada durant la invasió napoleònica i també durant la Guerra Civil.